# 1978 en droit
Cet article présente les faits marquants de l'année 1978 en droit.

## Événements
- 9 mars, CEE : l’arrêt Simmenthal pose le principe selon lequel la primauté du droit communautaire s’exerce même vis-à-vis d’une loi nationale postérieure[1].
- 7 juillet : Convention internationale sur les normes de formation des gens de mer, de délivrance des brevets et de veille (Convention STCW)[2].
- 31 juillet : le texte de la nouvelle constitution espagnole démocratique est adopté par les Cortes par 94,2 % de voix OUI pour les députés et par 94,5 % de voix OUI pour les sénateurs.
- 22 août : convention de Vienne sur la succession d’États en matière de traités[3].
- 6 décembre : référendum Constitutionnel en Espagne. La constitution est adoptée par 87,87 % de voix OUI sur 67,11 % des inscrits.
- 19 décembre : Suzanne Challe est première présidente d'une e cour d'appel en France[4],[5].